# Federico VIII di Danimarca
Federico VIII di Danimarca (Copenaghen, 3 giugno 1843 – Amburgo, 14 maggio 1912) fu re di Danimarca dal 1906 al 1912.

## Biografia

### Infanzia ed educazione

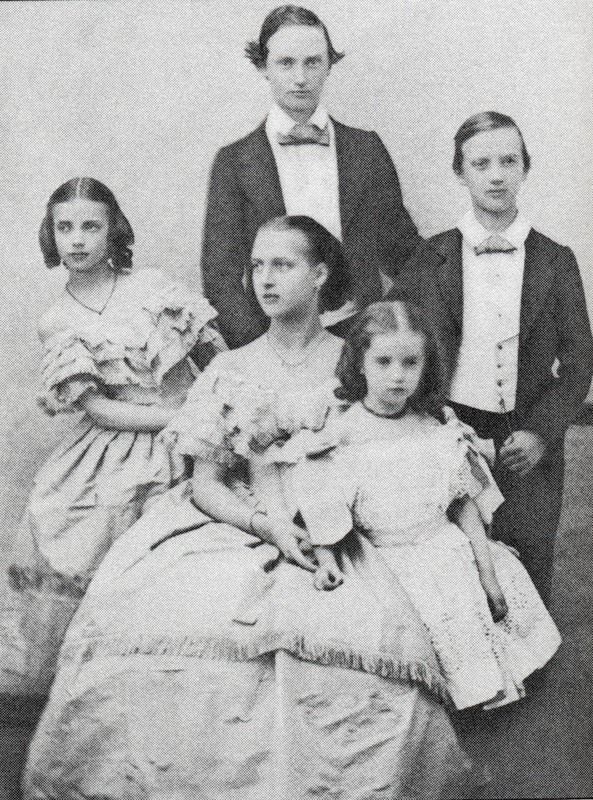
Federico fotografato in giovane età con i fratelli

Federico nacque il 3 giugno 1843 nel Palazzo Giallo di Copenaghen come principe Federico, membro della famiglia di Schleswig-Holstein-Sonderburg-Glücksburg, ramo minore della Casa di Oldenburg discendente da Cristiano III di Danimarca che per generazioni aveva retto i ducati dello Schleswig-Holstein.
Suoi genitori erano il principe Cristiano IX di Danimarca e la principessa Luisa d'Assia-Kassel.
Nel 1847 suo padre venne prescelto quale erede al trono danese dal momento che la moglie di questi, Luisa, era imparentata strettamente col re danese della dinastia degli Oldenburg (gli altri membri della Casato d'Assia avevano rinunciato ai loro diritti in favore di Luisa e di suo marito). Come tale, Federico divenne principe di Danimarca nel 1847.
Dopo la cresima nel 1860, Federico ottenne un'educazione prettamente militare.
Nel 1863, il principe Federico venne inviato a studiare presso l'Università di Oxford ma quando suo padre ascese al trono nel novembre di quello stesso anno, egli divenne principe ereditario e venne richiamato in patria.
Come principe ereditario, Federico ottenne un seggio al Consiglio di Stato ed assistette poi il padre nei suoi impegni governativi assolvendo a funzioni di corte e di rappresentanza.
Nel 1864, prese formalmente parte alla Seconda guerra dello Schleswig contro Austria e Prussia.

### Matrimonio

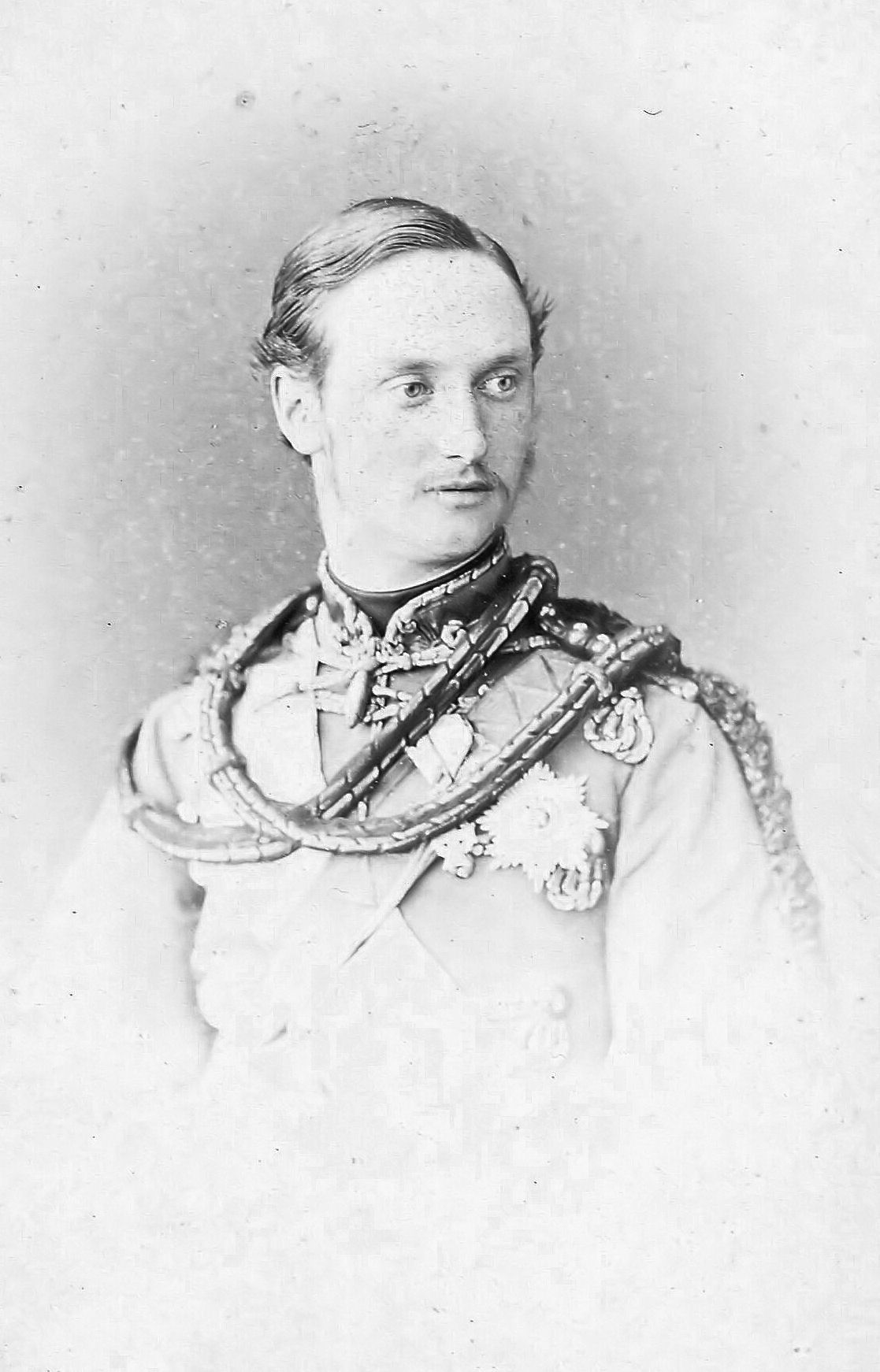
Il principe ereditario Federico di Danimarca in una fotografia del 1863

Luisa d'Assia-Kassel era intenzionata a far maritare il suo primogenito allo stesso modo delle altre due figlie, Alessandra e Dagmar. La regina Vittoria del Regno Unito aveva due figlie non ancora sposate, la principessa Elena e la principessa Luisa. Luisa d'Assia-Kassel ed era intenzionata ad assegnare quest'ultima ad un matrimonio con Federico, ma la regina Vittoria non era dello stesso avviso perché sapeva che se una delle sue figlie avesse sposato un erede al trono di casata straniera, la coppia avrebbe lasciato l'Inghilterra per vivere all'estero. A livello politico, inoltre, la regina Vittoria era intenzionata a creare legami sempre più forti con la Prussia e coi principi tedeschi, ancor più dato il fatto che il primogenito della regina d'Inghilterra, il principe di Galles, aveva sposato Alessandra di Danimarca, già parente coi monarchi d'oltremanica.

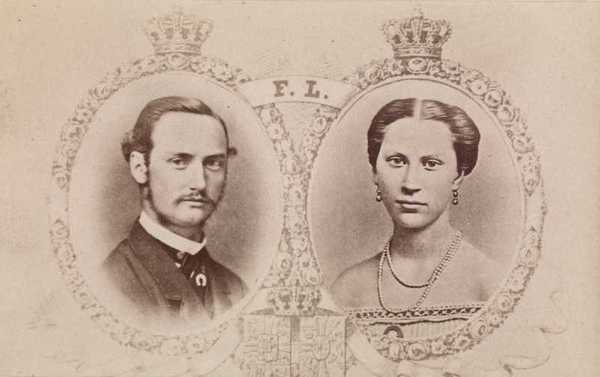
Federico di Danimarca e Luisa

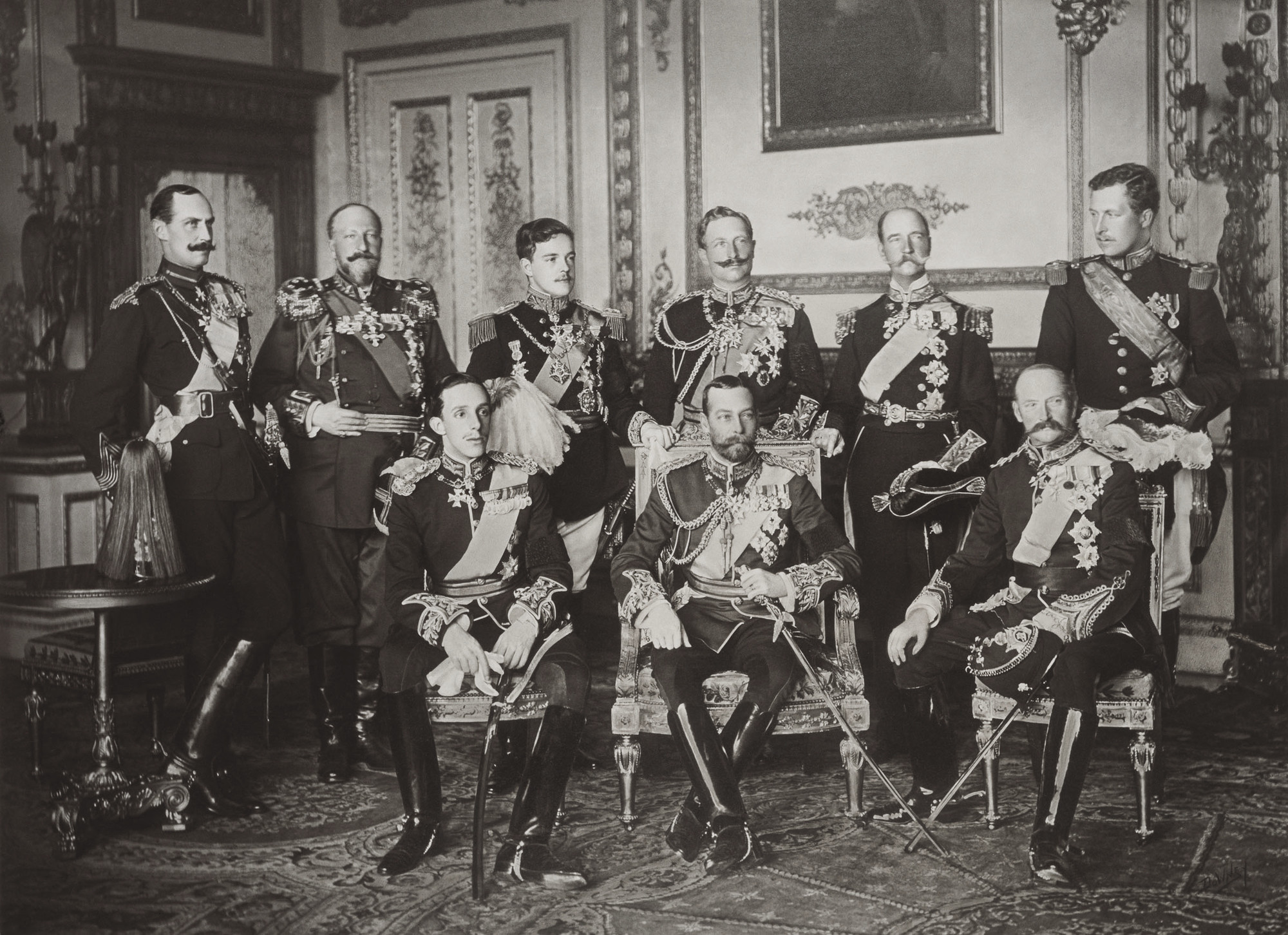
I nove sovrani a Windsor al funerale di Re Edoardo VII, fotografati il 20 maggio 1910. In piedi, da sinistra a destra: Re Haakon VII di Norvegia, Zar Ferdinando di Bulgaria, Re Manuele II del Portogallo e dell'Algarve, Kaiser Guglielmo II di Germania e Prussia, Re Giorgio I di Grecia e Re Alberto I del Belgio. Seduti, da sinistra a destra: Re Alfonso XIII di Spagna, Re Giorgio V del Regno Unito e Re Federico VIII di Danimarca.

Nel luglio del 1868, Federico venne pertanto fidanzato con la principessa Luisa di Svezia, la diciassettenne figlia del re Carlo XV di Svezia e della regina Luisa, nata principessa dei Paesi Bassi. La famiglia della principessa Luisa era imparentata per matrimonio con Napoleone Bonaparte e con la sua stirpe in quanto ella discendeva direttamente dai Bernadotte che sin dal 1818 reggevano il trono svedese grazie al sapiente operato del fondatore della casata Jean-Baptiste Jules Bernadotte, uno dei generali di Napoleone, che venne prescelto dapprima come principe di Svezia nel 1810 per poi ascendere al trono svedese col nome di Carlo XIV nel 1818.
Questo matrimonio venne suggerito anche dai legami politici per trattenere legati Danimarca e Svezia. I due paesi erano in situazione di tensione dopo che la Svezia non aveva assistito la Danimarca durante la guerra con Prussia e Austria nel 1864.
Federico e Luisa si erano incontrati per la prima volta nel 1862, ma nel 1868 Federico venne invitato ufficialmente in Svezia per conoscere meglio la futura sposa e il loro incontro fu di grande successo, al punto che i due come già detto si fidanzarono in quello stesso anno. Luisa fu la prima principessa svedese a sposarsi con un rappresentante della casata danese sin dall'epoca medievale, e l'unione venne vista come simbolo di un rinnovato scandinavismo.
Il principe Federico e Luisa di Svezia si sposarono al Palazzo Reale di Stoccolma il 28 luglio 1869. La coppia risiedette poi al Palazzo di Amalienborg a Copenaghen, trascorrendo le estati al Palazzo di Charlottenlund nel nord della città.
Il matrimonio fu molto felice e produsse effetti benefici anche nei confronti delle relazioni tra i due paesi.

### Regno

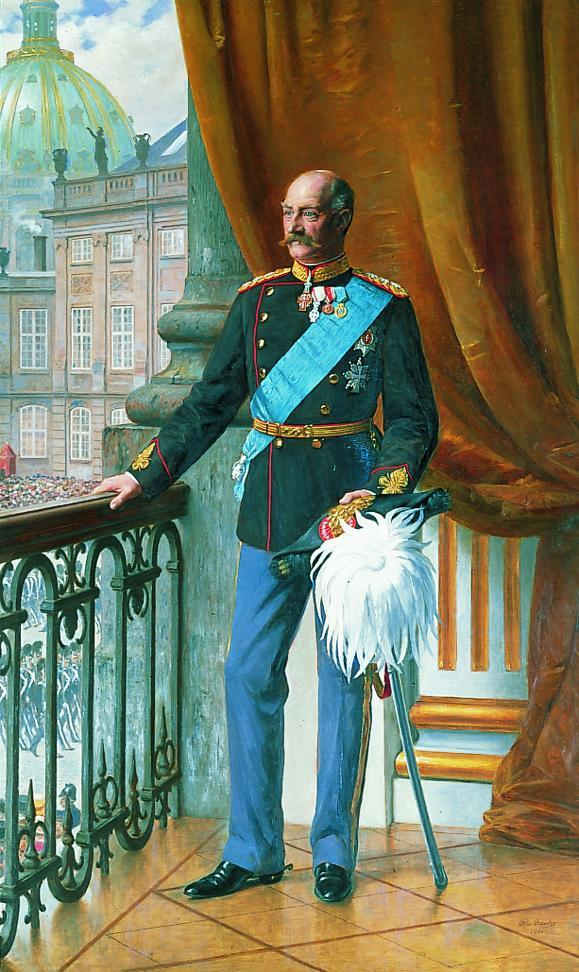
Federico VIII di Danimarca (Otto Bache; 1911)

Federico divenne re di Danimarca alla morte di Cristiano IX il 29 gennaio 1906: aveva 62 anni all'epoca ed era stato principe ereditario per 43 anni.
Per molti versi Federico VIII fu un sovrano liberale, molto più favorevole dei suoi predecessori al sistema parlamentare che infatti venne introdotto in Danimarca nel 1901. Purtroppo la sua età avanzata e l'indebolimento dato da alcune malattie che lo colpirono gli mise a disposizione solo pochi anni per dimostrare le sue capacità di governante.
Dal 1871 sino alla sua morte fu anche Gran Maestro della Massoneria danese e iniziò suo figlio Carlo  (poi Haakon VII di Norvegia).

### Morte
Durante il suo viaggio di ritorno da Nizza, Federico fece una breve sosta a Amburgo, presso l'Hamburger Hof Hotel. La sera del suo arrivo, Federico (in incognito) fece una passeggiata sulla Jungfernstieg. Mentre camminava si sentì debole, cadde su una panchina e morì: era il 14 maggio 1912. Il suo cadavere venne ritrovato da un agente di polizia che lo portò nel vicino ospedale di Hafen, dove venne identificato perché non aveva documenti e dove venne dichiarato morto. La causa del decesso ufficialmente annunciata fu un attacco di paralisi, ma alcuni storici hanno avanzato a tal proposito ipotesi differenti, ovvero che il luogo di ritrovamento del cadavere era posto a pochi metri di distanza dalla casa di tolleranza di Schwiegerstraße. Secondo questa ricostruzione il re vi si sarebbe recato e qui sarebbe morto per un infarto miocardico acuto e la famiglia avrebbe poi pregato una delle prostitute di portarlo all'esterno e di adagiarlo su una panchina di modo che il fatto non apparisse sconveniente. Tali ipotesi sono discusse ancora oggi.
Fu sepolto con gli altri membri della famiglia reale danese nella Cattedrale di Roskilde vicino a Copenaghen.

## Discendenza
Federico e Luisa ebbero quattro figli e quattro figlie:
- Cristiano X di Danimarca (1870-1947), sposò la principessa Alessandrina di Meclemburgo-Schwerin ed ebbero figli.
- Haakon VII di Norvegia (nato Carlo di Danimarca; 1872-1957), sposò la principessa Maud del Galles ed ebbero figli.
- Luisa di Danimarca (1875-1906), sposò il principe Federico di Schaumburg-Lippe ed ebbero figli.
- Harald di Danimarca (1876-1949), sposò la principessa Elena di Glücksburg ed ebbero figli.
- Ingeborg di Danimarca (1878-1958), sposò il principe Carlo di Svezia ed ebbero figli.
- Thyra di Danimarca (1880-1945), morta nubile.
- Gustavo di Danimarca (1887-1944), morto celibe.
- Dagmar di Danimarca (1890-1961), sposò Jørgen Castenskiold ed ebbero figli.

## Onorificenze

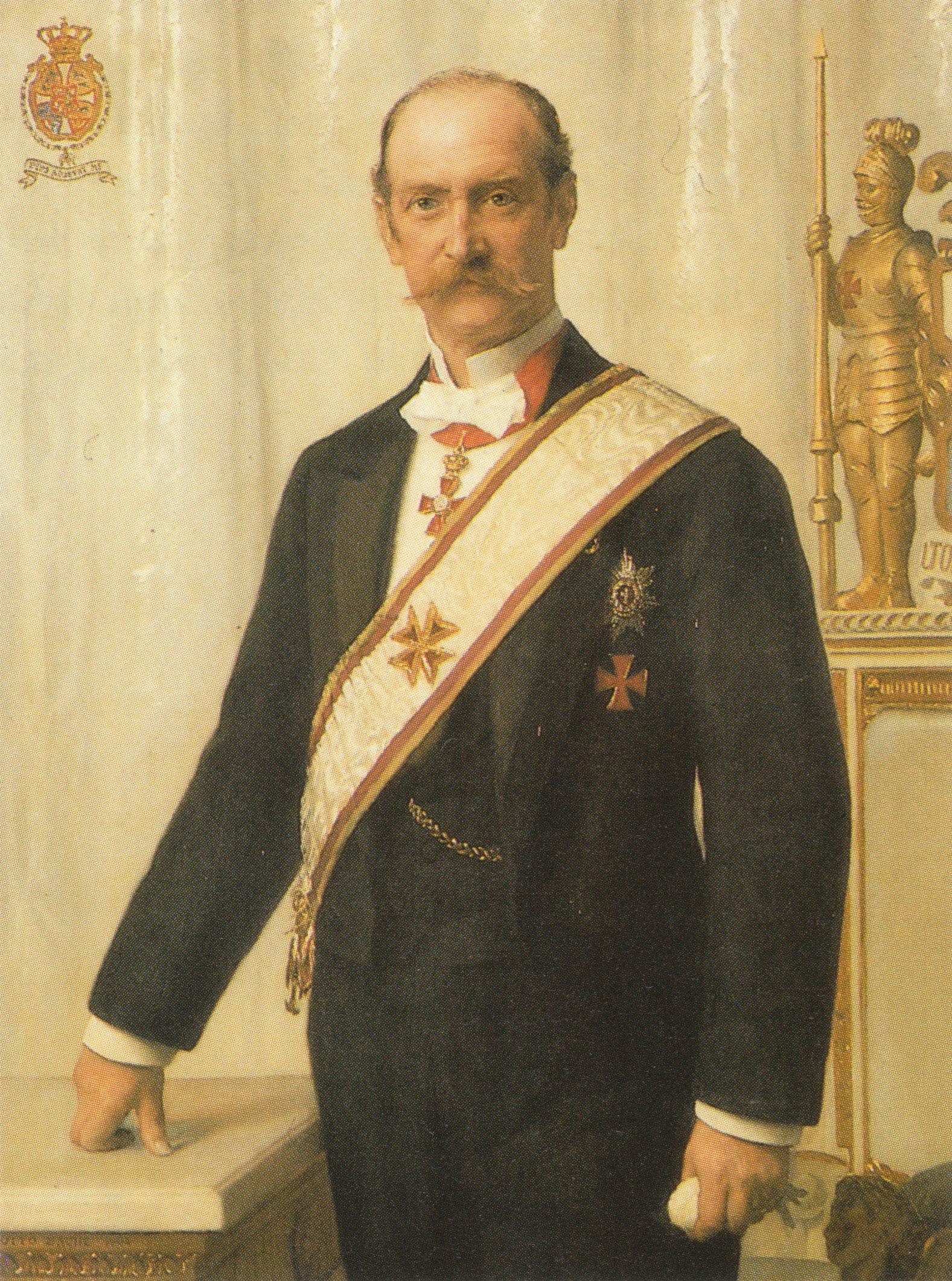
Federico ritratto con indosso gli abiti da Gran Maestro della Massoneria danese

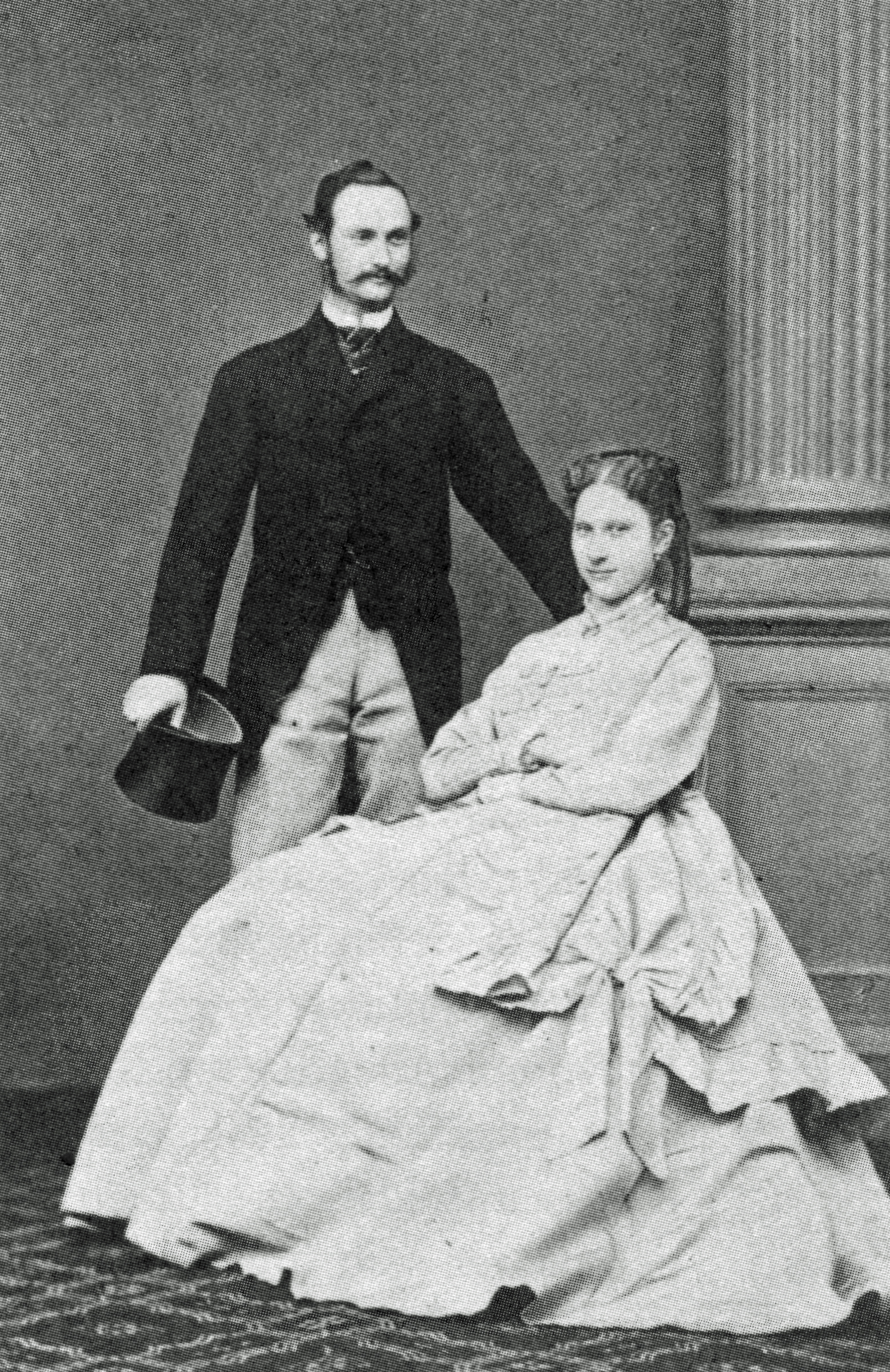
Il principe ereditario Federico e Luisa di Svezia

### Onorificenze straniere

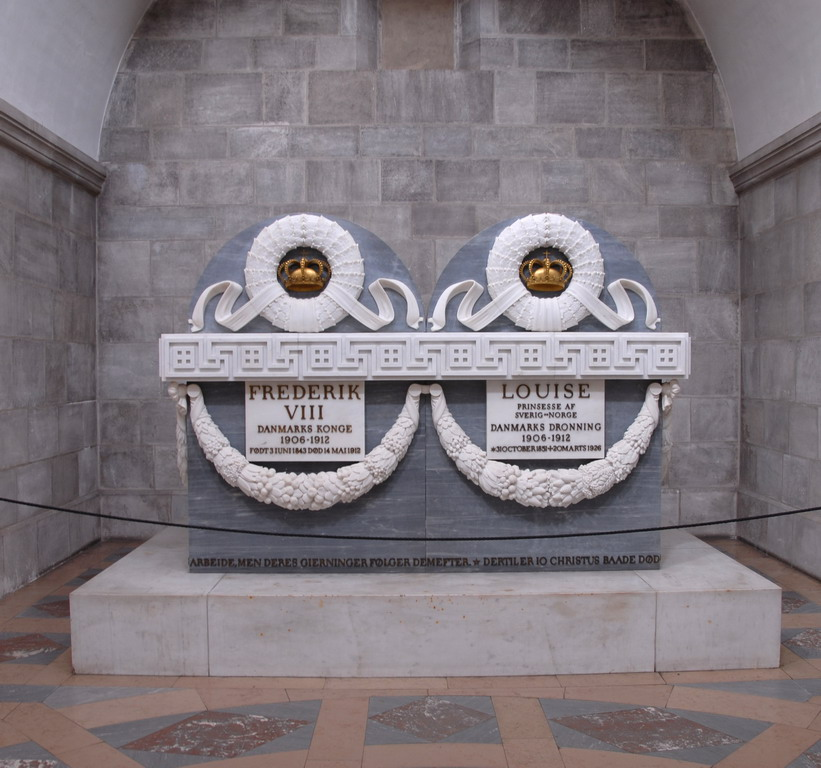
La tomba di Federico VIII e della moglie nella cattedrale di Roskilde

## Ascendenza
|                                                                |                         |                                        | Genitori                                    |  |  | Nonni |  |  | Bisnonni                                             |  |  | Trisnonni                                           |  |
|                                                                |                         |                                        |                                             |  |  |       |  |  | Federico Carlo di Schleswig-Holstein-Sonderburg-Beck |  |  | Carlo Antonio di Schleswig-Holstein-Sonderburg-Beck |  |
|                                                                |                         |                                        |                                             |  |  |       |  |  | Federico Carlo di Schleswig-Holstein-Sonderburg-Beck |  |  | Carlo Antonio di Schleswig-Holstein-Sonderburg-Beck |  |
|                                                                |                         | Federica di Dohna-Leistenau            |                                             |  |  |       |  |  | Federico Carlo di Schleswig-Holstein-Sonderburg-Beck |  |  |                                                     |  |
| Federico Guglielmo di Schleswig-Holstein-Sonderburg-Glücksburg |                         |                                        |                                             |  |  |       |  |  | Federico Carlo di Schleswig-Holstein-Sonderburg-Beck |  |  |                                                     |  |
|                                                                |                         | Federica di Schlieben                  | Carlo Leopoldo di Schlieben                 |  |  |       |  |  |                                                      |  |  |                                                     |  |
|                                                                |                         | Federica di Schlieben                  | Carlo Leopoldo di Schlieben                 |  |  |       |  |  |                                                      |  |  |                                                     |  |
|                                                                |                         | Federica di Schlieben                  | Maria Eleonora di Lehndorff                 |  |  |       |  |  |                                                      |  |  |                                                     |  |
| Cristiano IX di Danimarca                                      |                         | Federica di Schlieben                  |                                             |  |  |       |  |  |                                                      |  |  |                                                     |  |
|                                                                |                         | Carlo d'Assia-Kassel                   | Federico II d'Assia-Kassel                  |  |  |       |  |  |                                                      |  |  |                                                     |  |
|                                                                |                         | Carlo d'Assia-Kassel                   | Federico II d'Assia-Kassel                  |  |  |       |  |  |                                                      |  |  |                                                     |  |
|                                                                |                         | Carlo d'Assia-Kassel                   | Maria di Hannover                           |  |  |       |  |  |                                                      |  |  |                                                     |  |
| Luisa Carolina d'Assia-Kassel                                  |                         | Carlo d'Assia-Kassel                   |                                             |  |  |       |  |  |                                                      |  |  |                                                     |  |
|                                                                |                         | Luisa di Danimarca                     | Federico V di Danimarca                     |  |  |       |  |  |                                                      |  |  |                                                     |  |
|                                                                |                         | Luisa di Danimarca                     | Federico V di Danimarca                     |  |  |       |  |  |                                                      |  |  |                                                     |  |
|                                                                |                         | Luisa di Danimarca                     | Luisa di Hannover                           |  |  |       |  |  |                                                      |  |  |                                                     |  |
| Federico VIII di Danimarca                                     |                         | Luisa di Danimarca                     |                                             |  |  |       |  |  |                                                      |  |  |                                                     |  |
|                                                                | Federico d'Assia-Kassel | Federico II d'Assia-Kassel             |                                             |  |  |       |  |  |                                                      |  |  |                                                     |  |
|                                                                | Federico d'Assia-Kassel | Federico II d'Assia-Kassel             |                                             |  |  |       |  |  |                                                      |  |  |                                                     |  |
|                                                                | Federico d'Assia-Kassel | Maria di Hannover                      |                                             |  |  |       |  |  |                                                      |  |  |                                                     |  |
| Guglielmo d'Assia-Kassel                                       | Federico d'Assia-Kassel |                                        |                                             |  |  |       |  |  |                                                      |  |  |                                                     |  |
|                                                                |                         | Carolina Polissena di Nassau-Usingen   | Carlo Guglielmo di Nassau-Usingen           |  |  |       |  |  |                                                      |  |  |                                                     |  |
|                                                                |                         | Carolina Polissena di Nassau-Usingen   | Carlo Guglielmo di Nassau-Usingen           |  |  |       |  |  |                                                      |  |  |                                                     |  |
|                                                                |                         | Carolina Polissena di Nassau-Usingen   | Carolina Felicita di Leiningen-Dagsburg     |  |  |       |  |  |                                                      |  |  |                                                     |  |
| Luisa d'Assia-Kassel                                           |                         | Carolina Polissena di Nassau-Usingen   |                                             |  |  |       |  |  |                                                      |  |  |                                                     |  |
|                                                                |                         | Federico di Danimarca                  | Federico V di Danimarca                     |  |  |       |  |  |                                                      |  |  |                                                     |  |
|                                                                |                         | Federico di Danimarca                  | Federico V di Danimarca                     |  |  |       |  |  |                                                      |  |  |                                                     |  |
|                                                                |                         | Federico di Danimarca                  | Giuliana Maria di Brunswick-Lüneburg        |  |  |       |  |  |                                                      |  |  |                                                     |  |
| Luisa Carlotta di Danimarca                                    |                         | Federico di Danimarca                  |                                             |  |  |       |  |  |                                                      |  |  |                                                     |  |
|                                                                |                         | Sofia Federica di Meclemburgo-Schwerin | Luigi di Meclemburgo-Schwerin               |  |  |       |  |  |                                                      |  |  |                                                     |  |
|                                                                |                         | Sofia Federica di Meclemburgo-Schwerin | Luigi di Meclemburgo-Schwerin               |  |  |       |  |  |                                                      |  |  |                                                     |  |
|                                                                |                         | Sofia Federica di Meclemburgo-Schwerin | Carlotta Sofia di Sassonia-Coburgo-Saalfeld |  |  |       |  |  |                                                      |  |  |                                                     |  |
|                                                                |                         | Sofia Federica di Meclemburgo-Schwerin |                                             |  |  |       |  |  |                                                      |  |  |                                                     |  |